# Biathlon na Zimowych Światowych Wojskowych Igrzyskach Sportowych 2010 – sprint drużynowo mężczyzn

Biathlonowy sprint mężczyzn drużynowo na 1. Zimowych Światowych Wojskowych Igrzyskach Sportowych odbył się w dniu 22 marca 2010 w miejscowości Brusson położonej w regionie Dolina Aosty we Włoszech. Biathlon  – zimowa dyscyplina sportowa, łącząca bieg narciarski ze strzelectwem odbyła się dystansie 10 km. Zawody wygrała reprezentacja Włoch, Polska drużyna zajęła 9. miejsce.

## Terminarz
| Data               | Godzina (UTC+01:00) | Wydarzenie |
| ------------------ | ------------------- | ---------- |
| 22 marca 2010(dts) | 12:30               | Finał      |

## Medaliści
| Złoto                                            | Srebro                                              | Brąz                                     |
| Włochy                                           | Norwegia                                            | Finlandia                                |
| Christian Martinelli Mattia Cola Markus Windisch | Hans Martin Gjedrem Ronny Hafsås Henrik L’Abée-Lund | Paavo Puurunen Timo Antila Mika Kalyunen |

## Końcowa klasyfikacja
| Klasyfikacja końcowa mężczyzn w biatlonie - drużynowo | Klasyfikacja końcowa mężczyzn w biatlonie - drużynowo        | Klasyfikacja końcowa mężczyzn w biatlonie - drużynowo |
| Miejsce                                               | Reprezentacja                                                | Czas                                                  |
| ----------------------------------------------------- | ------------------------------------------------------------ | ----------------------------------------------------- |
| Miejsce                                               | Zawodnik                                                     |                                                       |
| 1 !                                                   | Włochy                                                       | 1:29:34.8                                             |
| 1 !                                                   | Christian Martinelli Mattia Cola Markus Windisch             |                                                       |
| 2 !                                                   | Norwegia                                                     | 1:30:22,0                                             |
| 2 !                                                   | Hans Martin Gjedrem Ronny Hafsås Henrik L’Abée-Lund          |                                                       |
| 3 !                                                   | Finlandia                                                    | 1:31:59,9                                             |
| 3 !                                                   | Paavo Puurunen Timo Antila Mika Kalyunen                     |                                                       |
| 4                                                     | Estonia                                                      | 1:32:07,7                                             |
| 4                                                     | Roland Lessing Indrek Tobreluts Priit Narusk                 |                                                       |
| 5                                                     | Szwecja                                                      | 1:33:01,3                                             |
| 5                                                     | Ted Armgren Tobias Arwidson Christoffer Eriksson             |                                                       |
| 6                                                     | Chiny                                                        | 1:33:53,9                                             |
| 6                                                     | Zhang Chengye Chen Haibin Clon Ren                           |                                                       |
| 7                                                     | Austria                                                      | 1:34:26,3                                             |
| 7                                                     | Michael Hauser Christian Kitzbichler Bernhard Lightinger     |                                                       |
| 8                                                     | Szwajcaria                                                   | 1:35:07,1                                             |
| 8                                                     | Ivan Joller Kristian Stebler Remo Fischer                    |                                                       |
| 9                                                     | Polska                                                       | 1:35:34,4                                             |
| 9                                                     | Mirosław Kobus Krzysztof Pływaczyk Łukasz Szczurek Adam Kwak |                                                       |
| 10                                                    | Białoruś                                                     | 1:35:42,9                                             |
| 10                                                    | Maxim Eliseev Vladimir Alenishko Witalij Cwietow             |                                                       |